# Victor André Cornil
Pour les articles homonymes, voir Cornil (homonymie).
Victor André (ou André-Victor) Cornil, né le 17 juin 1837 à Cusset et mort le 13 avril 1908 à Menton, est un histologiste, anatomo-pathologiste et homme politique français.

## Biographie
Il est le fils de Félix Cornil (1802-1879), médecin à Cusset et inspecteur des eaux de Vichy, maire de Cusset, et de Reine Rose Boirot, elle-même fille d'André dit Victor Boirot (1783-1849), conseiller général de l'Allier. Il a épousé en premières noces, le 21 décembre 1872 à Paris 6e, Élisabeth Jeanne Marie Pauline Caffe (1846-1874), puis, en deuxièmes noces, le 19 avril 1876 à Paris 8e Antoinette Amélie Motet (1856-1917). De sa seconde femme, il a eu une fille, Andrée Cornil, épouse du général Adolphe Messimy, député, sénateur et ministre de la Troisième République.
Ayant obtenu son doctorat à Paris en 1864. Il est lauréat de l'Académie de médecine en 1865, et de l'Académie des sciences en 1868. Il devient chef de clinique entre 1868 avant d'être médecin du bureau central des hôpitaux en 1869. Il poursuit une carrière d'enseignant à la faculté de médecine de Paris en 1869 et exerce dans plusieurs établissements de Paris. Il est élu membre de l'Académie nationale de médecine en 1884. Il est officier de la Légion d'honneur par le ministre de l'Instruction publique
Il se présente en 1869 à la députation comme candidat indépendant dans l'Allier et obtient  environ 10 000 voix. Il réussit cependant à entrer dans le conseil général du département l'année suivante. Ami de Gambetta, il devient préfet de l'Allier le 4 septembre 1870 mais démissionne un mois plus tard pour se présenter aux prochaines élections où il échoue. Il est élu député en 1876 et conserve son siège jusqu'en 1882. Il siège aux groupes de l'Union républicaine et de la Gauche républicaine et en mai 1877, il est l'un des signataires du manifeste des 363. Il quitte son siège en 1882 pour occuper un poste de professeur d'anatomie pathologique à la faculté de médecine de Paris. Il s'intéresse aux questions de santé publique et est souvent nommé rapporteur sur ce sujet. Il retrouve un siège de sénateur de l'Allier en 1885, qu'il conserve jusqu'en 1903. Il est rapporteur de plusieurs projets de loi en lien avec la santé publique et la médecine au cours de ses mandats. Il est mis en échec en 1903 après s'être rapproché de la droite en 1894 en critiquant la position des radicaux. Il met fin à ses activités scientifiques en 1907. Il est aussi maire de Creuzier-le-Neuf entre 1874 et 1897. 
Victor Cornil bénéficie d'une statue à Cusset sa ville natale depuis 1910 ainsi qu'à partir de 1911 à la Faculté de médecine de Paris.
Sa fille, Andrée Cornil, épouse Adolphe Messimy, député de la Seine et futur Ministre des Colonies et de la Guerre.

## Décoration
- Chevalier de la Légion d'honneur (9 juillet 1883)
- Officier de la Légion d'honneur (19 juillet 1903)

## Œuvres et publications
Parmi ses très nombreuses parutions, on relève :
- Sur les lésions anatomiques du rein dans l'albuminurie, [thèse de médecine de Paris n° 229], imp. de E. Martinet,1864, Texte intégral.
- Mémoire sur les lésions anatomiques du rein dans l'albuminurie, G. Baillière (Paris), 1864, lire en ligne sur Gallica.
- Contribution à l'histoire du développement histologique des tumeurs épithéliales, 1866.
- Anatomie de la pustule de la variole et de la vésicule de la varicelle, impr. de E. Martinet (Paris), 1866, lire en ligne sur Gallica.
- Deux Jours à l'établissement thermal de Saint-Alban, près Roanne (Loire),  impr. de A. Ducroux et Gourjon Dulac (Moulins), 1867, lire en ligne sur Gallica.
- De la phtisie pulmonaire, étude anatomique, pathologique et clinique, (Paris) 1867.
- Du cancer et de ses caractères anatomiques, 1867.
- Des Différentes espèces de néphrites, G. Baillière (Paris), 1869, lire en ligne sur Gallica.
- Titres et travaux scientifiques, Impr. de E. Martinet (Paris), 1872, Texte intégral.
- Leçons élémentaires d'hygiène, [rédigées d'après le programme adopté par le ministre de l'Instruction publique à l'usage des établissements secondaires], G. Baillière (Paris), 1873, lire en ligne sur Gallica.
- Leçons sur la syphilis, faites à l'hôpital de la Lourcine,  J.-B. Baillière et fils (Paris), 1879, lire en ligne sur Gallica.
- Documents à consulter à propos du projet de création d'une chaire d'anatomie pathologique pratique à la Faculté de médecine de Paris, typographie Georges Chamerot (d)  (Paris), 1880, Texte intégral.
- Anatomie pathologique de la lèpre, [Communications faites à la Société médicale des hôpitaux dans les séances des 10 juin et 28 octobre 1881], typ. Félix Malteste et Cie (Paris), 1881, Texte intégral.
- Notice sur les titres et travaux scientifiques, Impr. A. Parent (Paris), 1882, Texte intégral.
- Blessure et maladie de M. Léon Gambetta. Relation de l'autopsie,  [Observation clinique rédigée par M. Lannelongue, autopsie par M. le professeur Cornil], G. Masson (Paris), 1883, Texte intégral.
- Titres et travaux scientifiques, impr. A. Lanier (Paris), 1887, Texte intégral.
- Leçons sur l'anatomie pathologique des métrites, des salpingites et des cancers de l'utérus faites à l'Hôtel-Dieu, [recueillies par M. Laffitte et M. le Dr Toupet],  F. Alcan (Paris), 1889, lire en ligne sur Gallica.
- La méthode de Koch et sa technique, impr. de Daix frères (Clermont (Oise)), 1891, lire en ligne sur Gallica.
- « Quatre leçons professées en novembre 1895 sur les découvertes de Pasteur et leurs applications à l'anatomie et à l'histologie pathologique » [Cours d'anatomie pathologique de la Faculté de médecine] ,  extrait de: Journal des connaissances médicales, Société nouvelle de l'Imprimerie Schiller (Paris), [1895], lire en ligne sur Gallica.
- Anatomie et histologie de la grossesse tubaire, Masson (Paris), 1901.
- Travaux scientifiques, supplément, 1887-1901, Félix Alcan (Paris), 1901, Texte intégral.
- Paul Brouardel, souvenirs d'autrefois, É. Crété (Corbeil), 1906.
- Les tumeurs du sein, F. Alcan (Paris), 1908, Texte intégral.

En collaboration
- avec Louis-Antoine Ranvier : Manuel d'histologie pathologique, 1869-76, (seconde édition-1881).
- avec Victor Babeș : Note sur le siège des bactéries dans la variole, la vaccine et l'érysipèle, [communication faite à la Société médicale des hôpitaux dans la séance du 10 août 1883],  impr. de Alcan-Lévy (Paris), 1884, lire en ligne sur Gallica.
- avec Victor Babeș : Les bactéries et leur rôle dans l'anatomie et l'histologie pathologiques des maladies infectieuses (2e édition revue et augmentée), F. Alcan (Paris), 1886, lire en ligne sur Gallica.
- avec Hippolyte Hérard :La Phthisie pulmonaire, étude anatomo-pathologique et clinique, G. Baillière (Paris), 1887, lire en ligne sur Gallica.
- avec Hippolyte Hérard et Victor Hanot : La phtisie pulmonaire (2e édition revue et augmentée),  F. Alcan (Paris), 1888, lire en ligne sur Gallica.
- avec Victor Babeș : Les bactéries et leur rôle dans l’anatomie et l’histologie pathologiques des maladies infectieuses, (3e édition) 2 vol., avec atlas, Félix  Alcan (Paris) 1890:

1. tome premier lire en ligne sur Gallica
2. tome second lire en ligne sur Gallica.

- avec Albert Brault : Études sur la pathologie du rein, F. Alcan (Paris), 1884, lire en ligne sur Gallica.
- avec le Dr Paul Coudray: « Action de l'iodoforme sur les tissus normaux », extrait de : La Semaine médicale du 9 mai 1900, lire en ligne sur Gallica.